# باله‌خاری نقره‌ای
باله‌خاری نقره‌ای (نام علمی: Diretmus argenteus) نام یک گونه از تیره ماهیان باله‌خاری است.